# 广州鼠尾粟
广州鼠尾粟（学名：Sporobolus hancei）又名韩氏鼠尾粟，为禾本科鼠尾粟属下的一个种。

## 扩展阅读
- 維基物種上的相關：广州鼠尾粟